# Okocim (Bier)

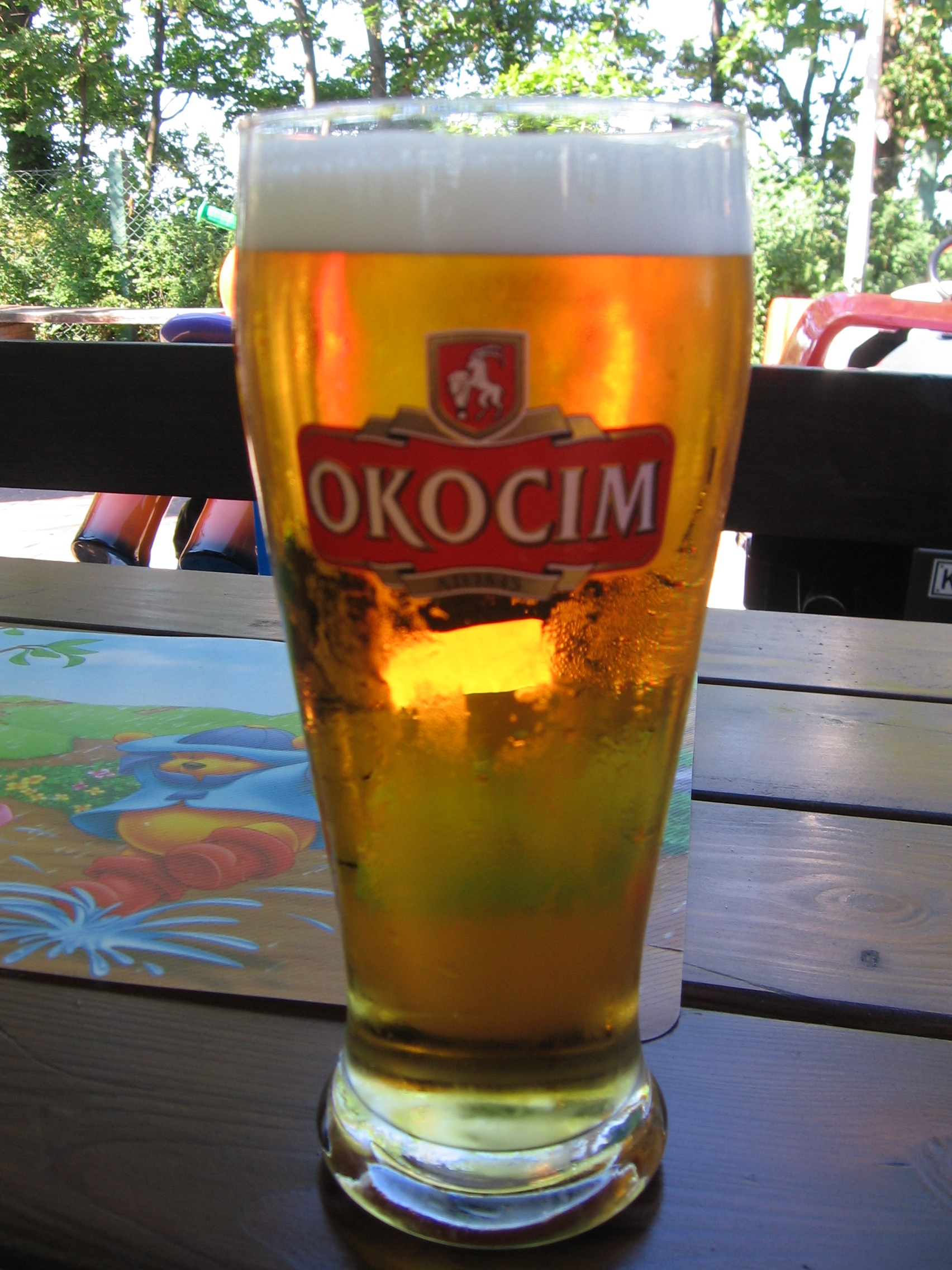
Bierglas mit Logo

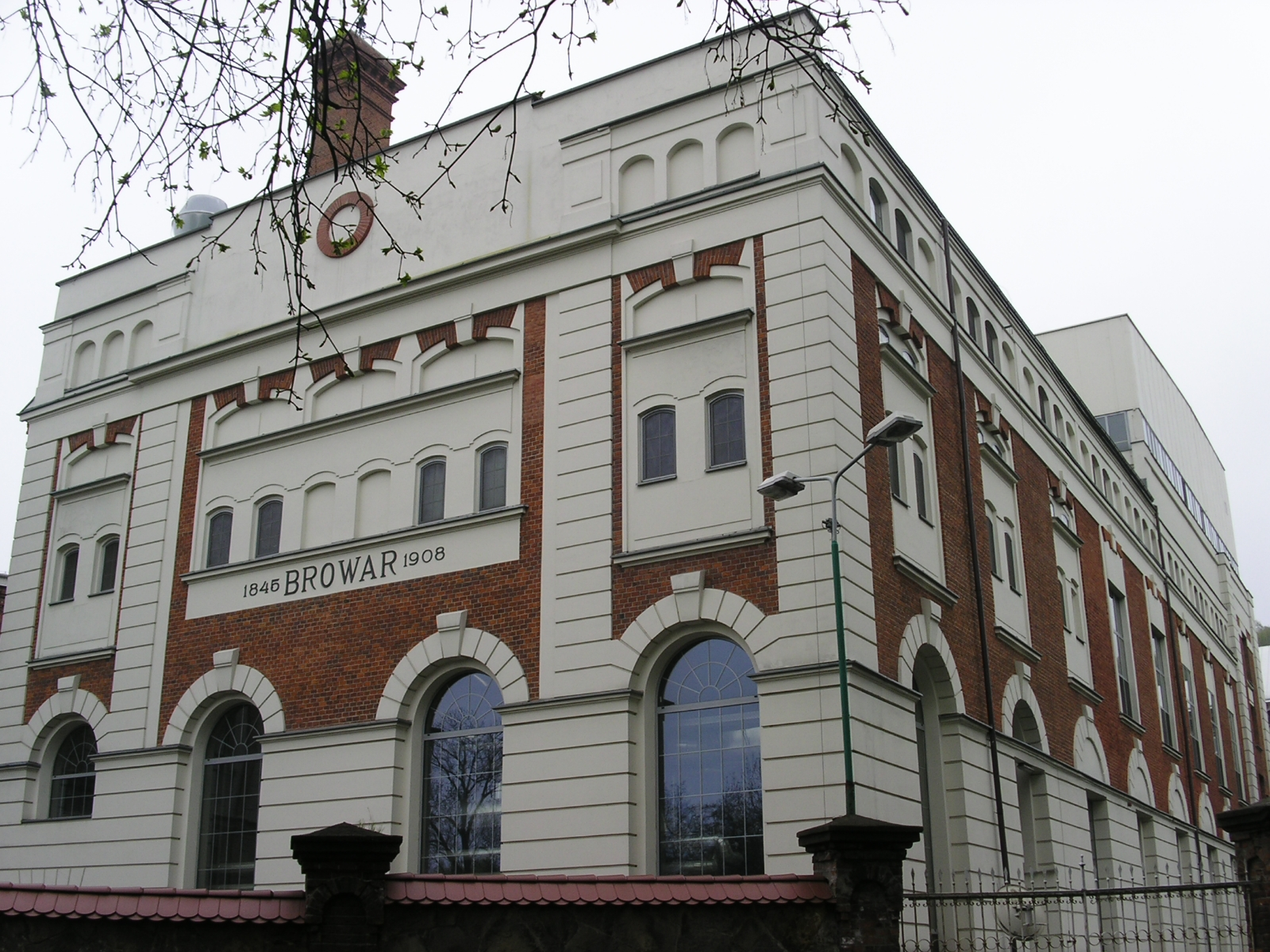
Brauerei Okocim

Okocim ist ein Bier aus Polen mit einem Alkoholgehalt von 5,2 % Vol. Es wird in der Brauerei in Sierpc und der Brauerei Okocim in Brzesko gebraut, die zur Brauereigruppe Carlsberg Polska gehören, die wiederum Teil des dänischen Carlsberg-Konzerns ist. Die Tradition des Bierbrauens in Sierpc und Brzesko stammt aus dem Mittelalter, die derzeitigen Brauereien entstanden Mitte des 19. Jahrhunderts (1845 unter Johann Evangelist Götz, geboren in Langenenslingen) bzw. Mitte des 20. Jahrhunderts. Neben Okocim gehören zur Gruppe Carlsberg Polska weitere Biermarken wie Bosman, Kasztelan, Harnaś und Piast. Im Logo ist ein an ein Bierglas angelehnter Ziegenbock.